# 内田隆 (秋田県知事)
内田 隆（うちだ たかし、1879年（明治12年）3月30日 - 1963年（昭和38年）7月11日）は、日本の台湾総督府・内務官僚、実業家。官選秋田県知事。旧姓・長田。

## 経歴
福島県出身。長田庄衛の二男として生まれた。福島県立安積中学校、宮城県立仙台第二中学校を経て、第二高等学校を卒業。1908年、東京帝国大学法科大学法律学科（独法）を卒業。東洋拓殖を経て、1911年、朝鮮総督府に入り農商工部属となる。同年11月、文官高等試験行政科試験に合格。内田家に夫婦養子となり改姓した。
以後、青島守備軍民政部事務官、台湾総督府事務官、同殖産局長などを歴任。
秋田県出身の川村竹治台湾総督に仕えたことがきっかけで、1931年12月、犬養内閣により秋田県知事に任じられた。前知事の人事整理案を実行した。齋藤内閣の成立により、1932年6月28日、知事を休職となる。同年に退官。以後、野村林業 (株) 専務取締役などを務めた。1942年、福岡県八幡市長に就任し、1945年に退任した。
戦後、公職追放となった。